# Kardinal Offishall
Kardinal Offishall (rođen kao Jason D. Harrow, Toronto, 12. svibnja 1976.) kanadski je reper. 

## Životopis
Jason Harrow, čiji su se roditelji doselili s Jamajke, rođen je u istočnom dijelu Toronta.

## Karijera
Počeo je "repati" s osam godina, s 12 je već osvojio nagrade, također je s 12 godina imao nastup uživo s Nelsonom Mandelom za vrijeme Mandelinog posjeta Torontu.
- 1993. je promijenio svoj pseudonim iz "KoolAid" u "Kardinal Offishall" inspiracija za novo ime mu je bio francuski političar iz 17. stoljeća kardinal Richelieu.
- 1996. izdaje svoju prvu pjesmu "Naughty Dread"
- 1997. izdaje prvi album "Eye & I"
- 2000. je potpisao ugovor s MCA records i odmah godinu kasnije izdao album Quest for Fire: Firestarter, Vol. 1 nakon što je prekinuo ugovor s MCA neko vrijeme je bio bez izdavača.
- 2004. s vlastitom izdavačkom kućom objavljuje album Fire and Glory.
- 2007. je potpisao s izdavačkom kućom Kon Live Distribution, čiji je osnivač Akon.
- 2010. S Akonom je snimio pjesmu Body Bounce. Iste godine je radio s Raghavom na pjesmi "So Much"

## Diskografija
Studijski albumi
- Eye & I (1997.)
- Quest for Fire: Firestarter, Vol. 1 (2001.)
- Fire and Glory (2005.)
- Not 4 Sale (2008.)
- Mr. International (2010.)

EP-ovi
- Husslin' (2000.)